# De mis pasos
«De Mis Pasos» es una canción y primer sencillo del álbum debut Aquí de Julieta Venegas. 

## Canción
Fue escrita por Julieta Venegas y se trata de una mujer que ve que siguiendo sus pasos puede aprender de sus propios errores. En 2008, realizó una nueva versión para su álbum MTV Unplugged, que canto a dúo con Juan Son. Ocupó la posición 90 de  las mejores canciones de los 90's en español de la cadena Vh1

## Video
En el video se ve a una Julieta rebelde, tocando el acordeón y caminando de un lado a otro. El video tiene escenas a color y en blanco y negro. Fue dirigido por el fotógrafo Carlos Somonte.

## Lista de canciones
CD Promo
1. «De Mis Pasos»
2. «No Nos Vamos A Dejar» (Bon y los enemigos del silencio)

CD Promo
1. «De Mis Pasos»
2. Entrevista

## Versiones
- «De Mis Pasos» (Versión Original)
- «De Mis Pasos» (Versión MTV Unplugged con Juan Son)